# Satoshi Sakumoto
Satoshi Sakumoto (佐久本智?, Sakumoto Satoshi; Okinawa, 28 aprile 1972) è un allenatore di pallacanestro ed ex cestista giapponese.

## Carriera
Con il Giappone ha disputato il Campionato del mondo del 1998, segnando 12 punti in 5 partite.